# Henry Segrave

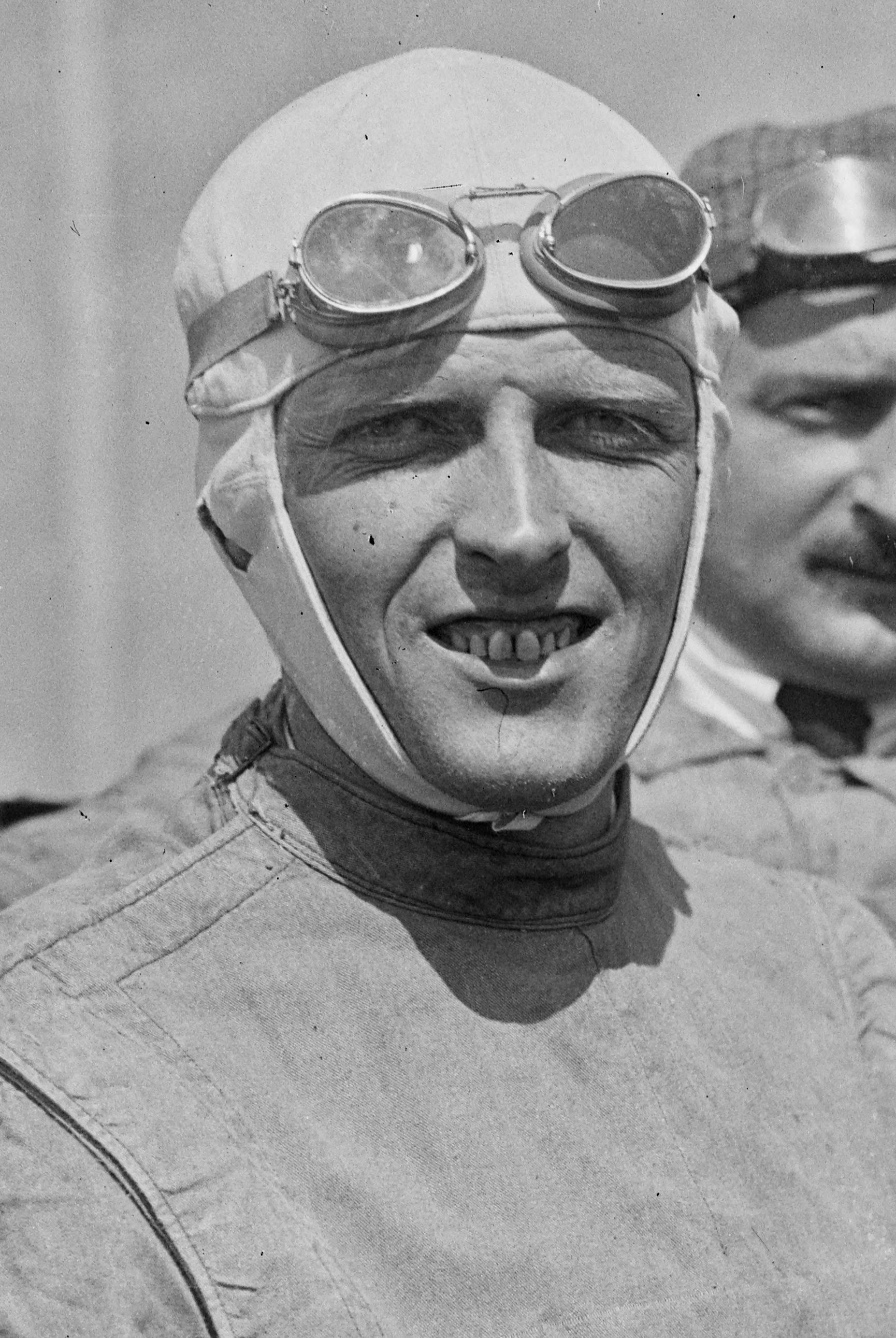
Henry Segrave beim Großen Preis von Frankreich 1921

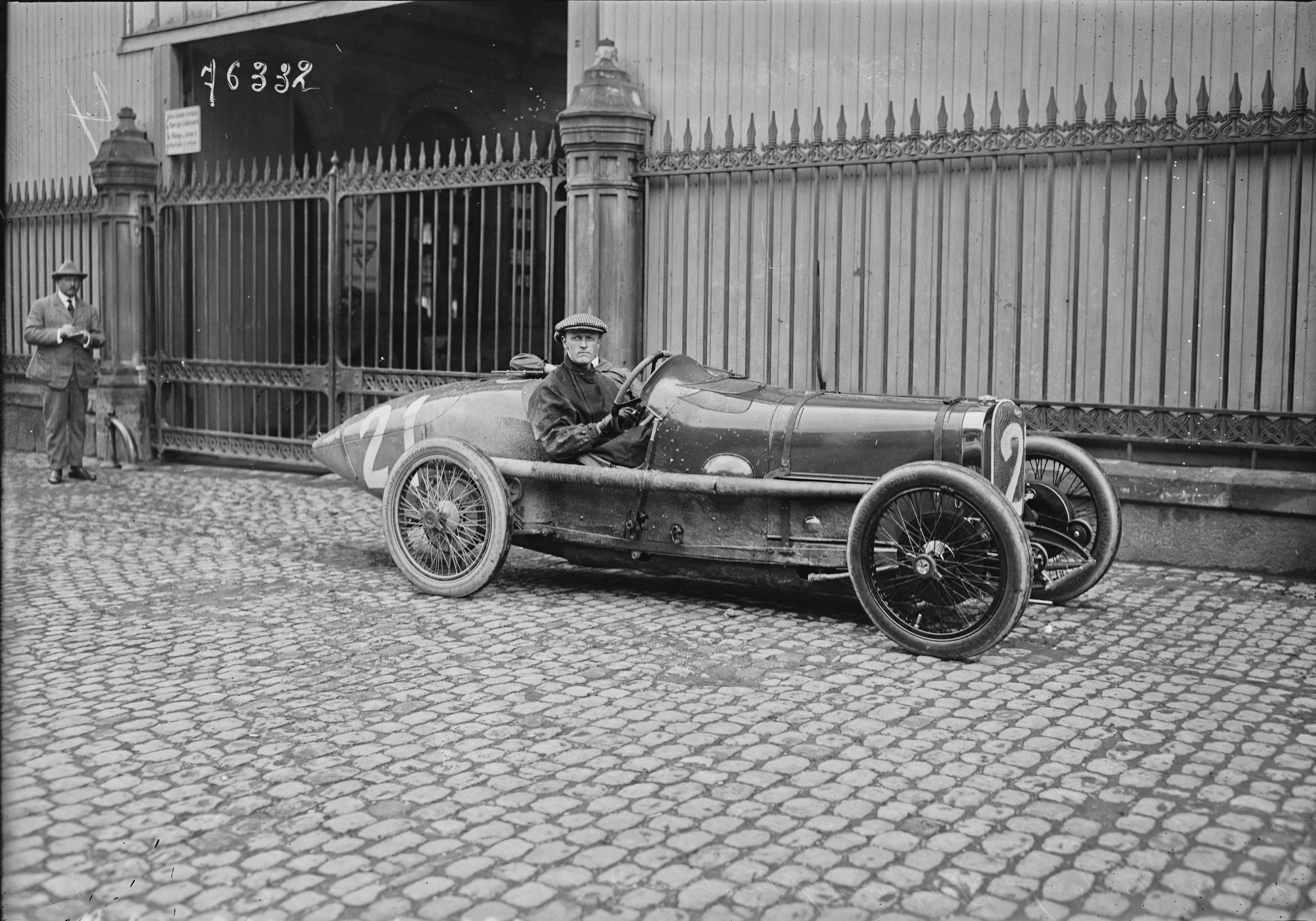
Henry Segrave im Talbot-Grand-Prix-Wagen beim Großen Preis von Frankreich 1922

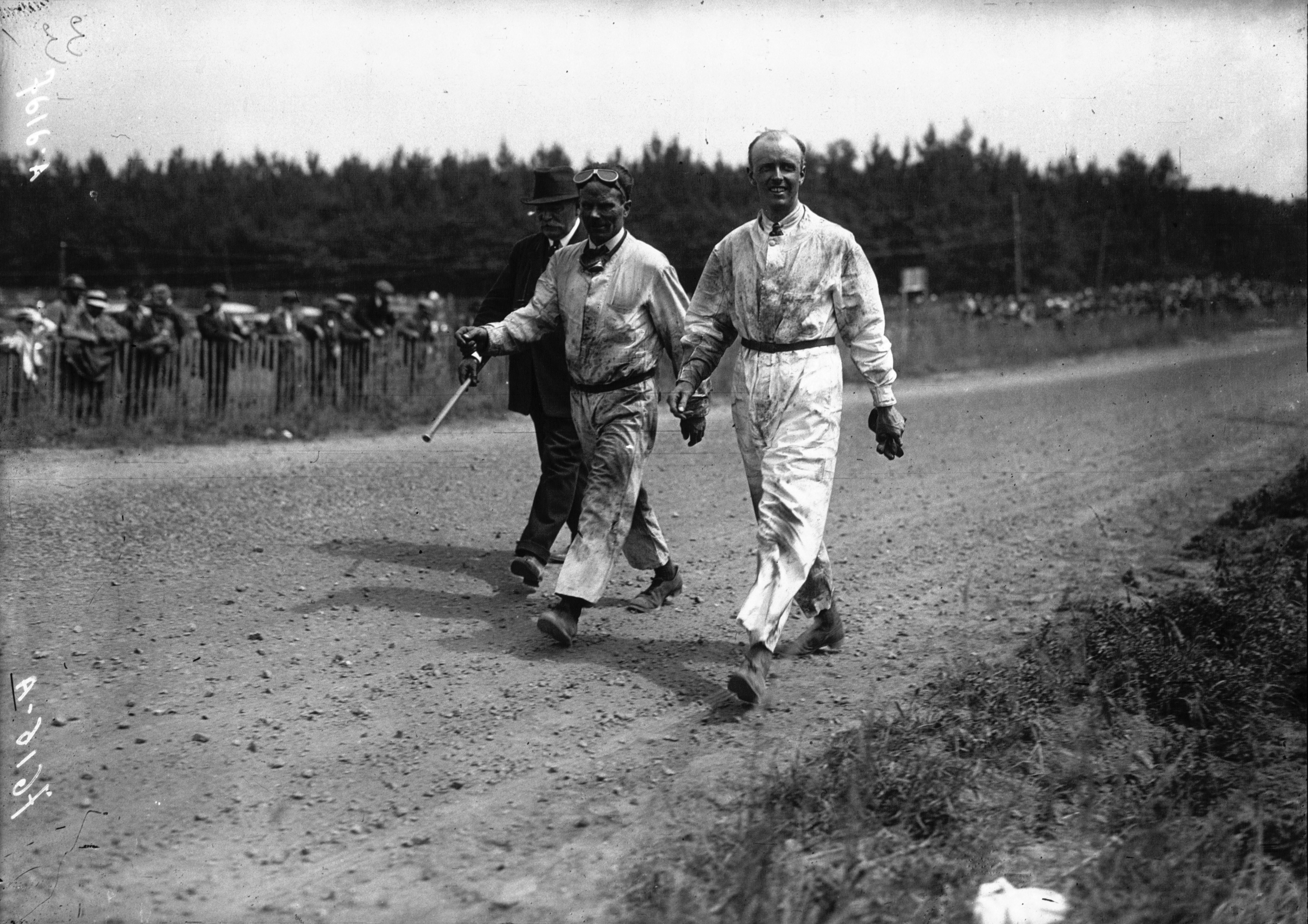
Henry Segrave (rechts) nach seinem Sieg beim Großen Preis von Frankreich 1923

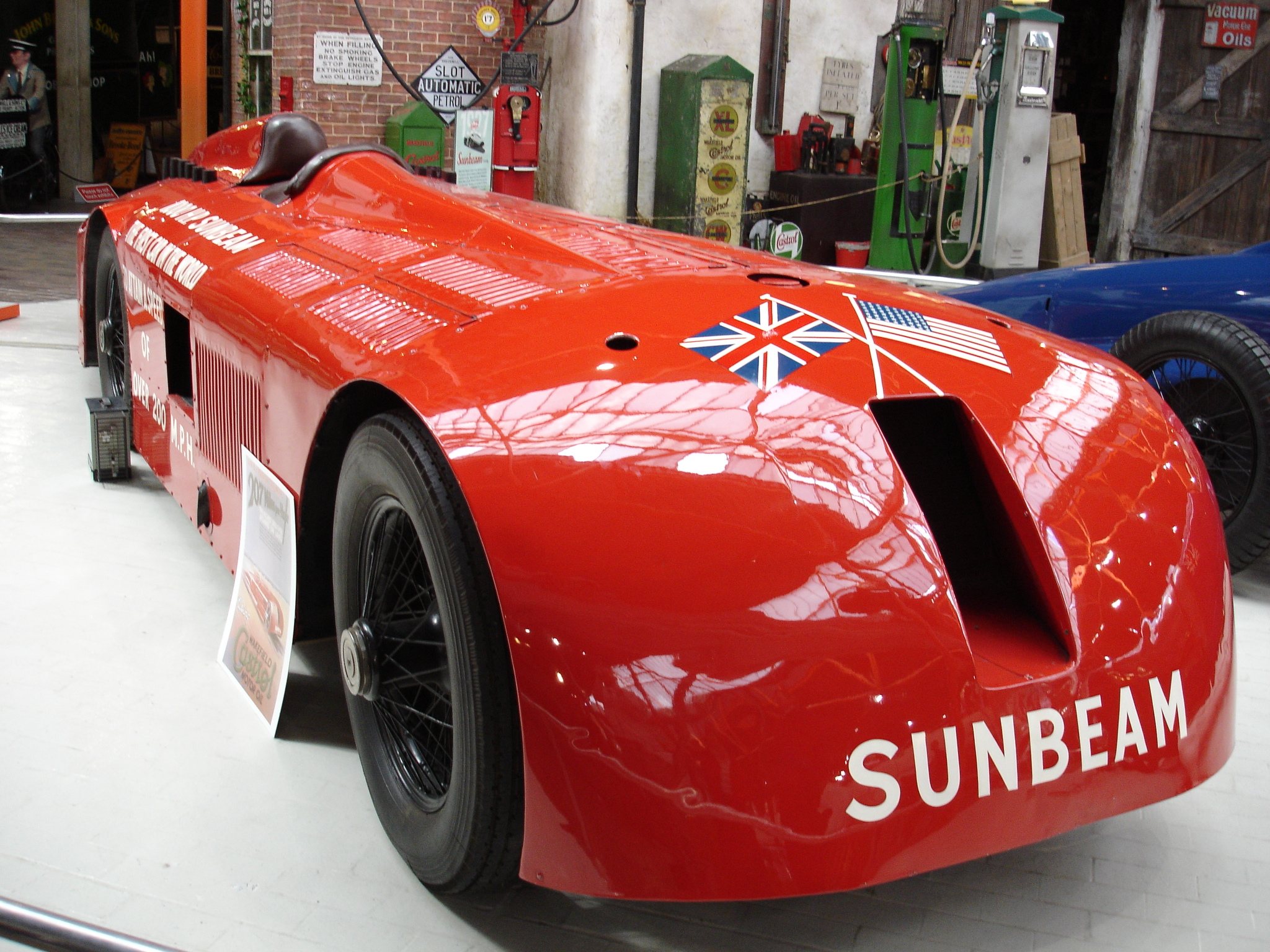
Der Sunbeam 1000 hp, mit dem Henry Segrave 1927 die 200-Meilen- und 300-km/h-Barriere durchbrach

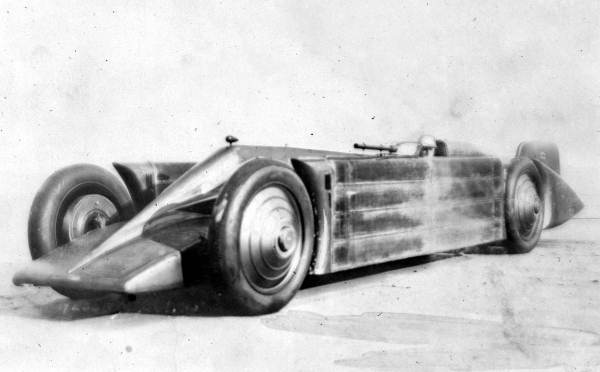
Henry Segrave im Golden Arrow bei seiner Rekordfahrt in Daytona Beach 1929

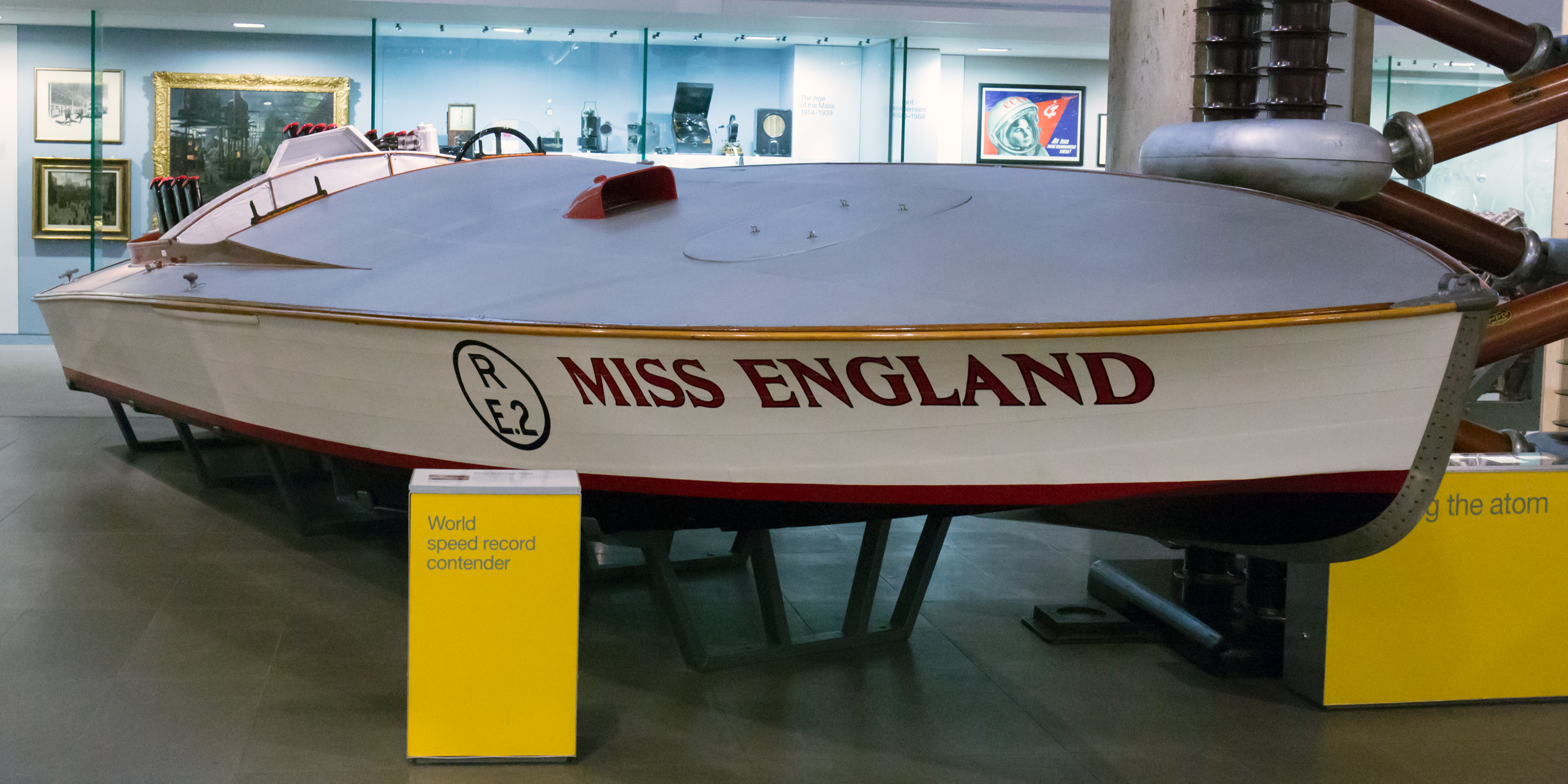
Miss England I

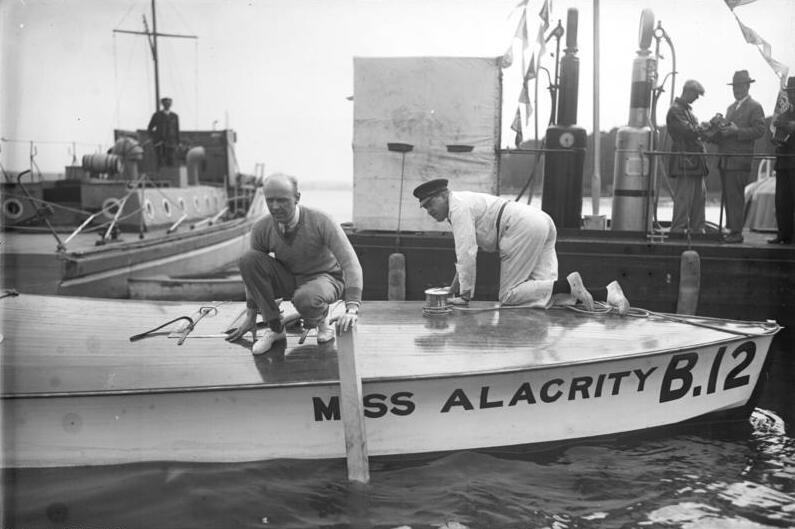
Henry Segrave an Deck von Miss Alacrity, bei einem Motorbootrennen am Templiner See 1929

Sir Henry O’Neil de Hane Segrave (* 22. September 1896 in Baltimore, Maryland; † 13. Juni 1930 auf dem Windermere, Cumbria) war ein britischer Flieger, Rekordfahrer zu Wasser und zu Land sowie Autorennfahrer.

## Herkunft und Erster Weltkrieg
Henry Segrave kam in Baltimore im US-Bundesstaat Maryland zur Welt. Sein Vater Charles William Segrave (1867–1951) war Ire und heiratete die US-Amerikanerin Mary Lucy Harwood. Henry Segrave verbrachte seine ersten Lebensjahre in Irland und kam in den 1910er-Jahren nach England, um am Bilton Grange, dem Eton College und der Royal Military Academy Sandhurst seine Schulausbildung zu absolvieren. Segrave war britischer Staatsbürger, da Irland zu dieser Zeit ein Teil des britischen Königreichs war.
1914, zu Beginn des Ersten Weltkriegs, wurde Segrave von der britischen Armee eingezogen. Er kam zum Royal Warwickshire Regiment in den Budbrooke Barracks in Warwickshire, wo er seine Grundausbildung erhielt. 1915, als Second Lieutenant der Infanterie, kämpfte er mit dem 2. Bataillon des Regiments in Frankreich und wurde bei einem Nahkampf schwer verwundet. Im Januar 1916 wurde er zum Royal Flying Corps abgestellt, machte dort eine Ausbildung zum Jagdflieger und diente unter Hugh Trenchard. Einen Absturz nach einem Luftkampf überlebte er schwer verwundet. Das Ende des Krieges erlebte er im Rang eines Majors und wurde 1919 als Squadron Leader in die Administration der neugegründeten Royal Air Force übernommen. Als die Air Force im Laufe des Jahres 1919 ihren großen Personalstand abbaute, wurde Segrave wegen seiner Verwundungen entlassen. Danach arbeitete er einige Monate an der britischen Botschaft in Washington.
Segrave wurde 1930 von Georg V. zum Knight Bachelor geschlagen. Verheiratet war er mit Doris Stocker.

## Karriere als Rennfahrer
Henry Segrave begann 1919, unmittelbar nach seiner Rückkehr aus den Vereinigten Staaten, mit dem Motorsport. Sein erstes Fahrzeug war ein Opel 14/30 PS Baujahr 1914. Mit dem zweitürigen Coupé fuhr er Bergrennen. Segrave wurde Werksfahrer bei Sunbeam-Talbot-Darracq und fuhr die von Louis Coatalen entwickelten Talbot-Grand-Prix-Wagen. Er startete beim Großen Preis von Frankreich 1921 in Le Mans. Das Rennen gewann Jimmy Murphy auf einem Duesenberg. Henry Segrave wurde Neunter. 1921 veranstaltete der Junior Car Club, der heutige British Automobile Racing Club, ein Langstreckenrennen auf der Rennbahn von Brooklands. Auf der 1907 eröffneten Renn- und Teststrecke war das 200-Meilen-Rennen die erste Rennveranstaltung über eine lange Renndistanz. Segrave gewann das Rennen auf einen Talbot-Darracq 56, knapp vor seinen Teamkollegen Kenelm Lee Guinness und Malcolm Campbell.
1922 startete er bei der Tourist Trophy (Ausfall nach einem Defekt am Magnetzünder), beim Großen Preis von Frankreich (Ausfall nach Motorschaden), wurde Dritter beim 200-Meilen-Rennen von Brooklands, Dritter beim X Coupe des Voiturettes in Le Mans und Vierter beim II Gran Premio do Penya Rhin.
1923 war er der erste Brite, der auf einem britischen Rennwagen ein Grand-Prix-Rennen gewann. Beim Großen Preis von Frankreich siegte er vor seinem Teamkollegen Albert Divo und Ernest Friederich im Bugatti Type 30. Ein weiterer Erfolg gelang ihm beim Grand Prix de Boulogne dieses Jahres mit dem Sieg auf einem Talbot 70 vor Robert Benoist im Salmson.
1924 gewann er den Gran Premio de San Sebastián vor Bartolomeo Costantini im Bugatti Type 35 und André Morel, der einen Delage 2LCV fuhr. 1925 ging er mit dem Sunbeam-Teamkollegen George Duller beim 24-Stunden-Rennen von Le Mans an den Start. Das Duo musste das Rennen nach einem Kupplungsschaden am Sunbeam Sport Le Mans vorzeitig aufgeben. Sein letzter Sieg gelang ihm bei der Trophée de Provence 1926, wo er den Finallauf auf einem Talbot 70 gewann. Nach dem Ablauf der Saison 1927 beendete er seiner Fahrerkarriere, wurde Geschäftsführer einer Zementfabrik und konzentrierte die sportlichen Aktivitäten auf seine Rekordfahrten.

## Rekordfahrten zu Land
Den ersten Landrekord erzielte Henry Segrave am 26. März 1926 am Ainsdale Beach bei Southport in Lancashire. Eingefahren wurde der Rekord mit einem 4-Liter-Sunbeam Tiger, genannt Ladybird. Segrave erreichte einen neuen Landgeschwindigkeitsrekord und fuhr Durchschnittsgeschwindigkeiten von 152,33 mph bzw. 245,10 km/h über einen Kilometer und 149,32 mph bzw. 240,31 km/h über eine Meile. Nur ein Monat lang konnte sich Segrave über den Rekord freuen, dann war J. G. Parry-Thomas mit Babs auf Pendine Sands in Wales deutlich schneller (169,29 mph bzw. 272,45 km/h für den Kilometer und 168,07 mph bzw. 270,48 km/h für die Meile). Ein Tag nach dem Rekord am 27. April 1926 verbesserte J. G. Parry-Thomas den Rekord noch einmal.
1927 holte sich Segrave den Rekord, den inzwischen Malcolm Campbell hielt, wieder zurück. Am Strand von Daytona Beach fuhr er am 29. März 1927 mit dem Sunbeam HP1000 als erster Mensch schneller als 200 mph und schneller als 300 km/h.
Seine letzte Rekordfahrt machte er mit einem Fahrzeug, das, obwohl es nur einmal zum Einsatz kam, einer der legendärsten Rekordwagen ist. Der Golden Arrow wurde bei Thrupp & Maberly für Segrave gebaut und hatte einen W12-Napier-Lion-Flugzeugmotor mit 23,9 Litern Hubraum und einer Leistung von 937,95 PS. Am 29. März 1929 fuhr Segrave in Daytona Beach 231,56 mph bzw. 372,66 km/h über den Kilometer und 203,79 mph und 372,34 km/h über die Meile. Es war der letzte Versuch von Segrave, einen Rekord an Land zu erzielen. Zwei Tage später wurde er Zeuge, wie der US-Amerikaner Lee Bible bei seinem Versuch, mit dem White Triplex Spirit of Elkdom den Rekord zu brechen, am Ormond Beach tödlich verunglückte.

## Rekordfahrten zu Wasser
Schon vor seiner letzten Landrekordfahrt hatte Segrave sich mit Motorbooten beschäftigt. 1928 hatte er bei der British Power Boat Company den Bau eines Rennboots in Auftrag gegeben. Hubert Scott-Paine konstruierte Miss England I, ein Boot, mit dem Segrave bei der Harmsworth Trophy antreten wollte. Das Boot wurde gemeinsam mit dem Golden Arrow per Schiff in die Vereinigten Staaten gebracht.
Gleich nach seinem Landrekord begab sich Segrave nach Miami, um mit Miss England I ein Motorbootrennen gegen Garfield Wood zu bestreiten. Wood war der erste Mensch, der auf dem Wasser mit einem Boot schneller als 90 Meilen gefahren war. Neun Jahre lang blieb er bei Motorbootrennen ungeschlagen, gegen Segrave verlor er. Technische Fehler, die bei Miss England I festgestellt wurden, sollten bei einem neu in Auftrag gegebenen Boot korrigiert werden. Bis zur Fertigstellung von Miss England II fuhr er Motorbootrennen in Europa.

## Tödlicher Unfall
Am 13. Juni 1930, einem Freitag, versuchte Henry Segrave mit Miss England II auf dem Lake Windermere in nordwestenglischen Grafschaft Cumbria einen neuen Geschwindigkeitsrekord für Wasserfahrzeuge aufzustellen. Den Rekord hielt Garfield Wood, der am 23. März 1929 mit Miss America VII auf dem Indian Creek in Florida eine Geschwindigkeit von 93,123 Meilen (149,867 km/h) über eine Seemeile erreicht hatte.
Um einen neuen Rekord zu erzielen, mussten innerhalb einer Stunde zwei Versuche in entgegengesetzter Richtung unternommen werden. Es wurde jeweils die Zeit für die Fahrt über eine Seemeile mit fliegendem Start gemessen. Aus der gemessenen Zeit errechnete sich die Geschwindigkeit des Laufes, aus dem Mittel aus beiden Läufen dann der Rekord. Um als neuer Rekord anerkannt zu werden, musste die Geschwindigkeit mindestens um den Faktor 1,003 höher liegen als der bisherige Rekord.
Mit an Bord des Bootes waren der Mechaniker Michael Willcocks und Walter Halwell, ein Ingenieur von Rolls-Royce, die die 3600 PS starke Turbine des Bootes geliefert hatten. Beim ersten Lauf auf der Strecke zwischen Lakeside und Ambleside betrug die Geschwindigkeit 96,41 Meilen. Bei der Rückfahrt war das Boot 101,11 Meilen schnell. Die Durchschnittsgeschwindigkeit von 98,76 Meilen bedeutete neuen Weltrekord. Da die Berechnungen der Zeitnehmer lange dauerten, wusste Segrave nichts von diesem Rekord, als er sich ungeduldig zu einem weiteren Versuch aufmachte. Knapp vor der Beendigung der Strecke schlug das Boot plötzlich einen Haken und stieg danach steil in die Höhe. Alle drei Insassen wurden aus dem Boot ins Wasser geschleudert. Bei den sofort eingeleiteten Rettungsmaßen konnten Segrave und Willcocks verletzt geborgen werden. Halwells Leichnam wurde später gefunden; in der Hand hielt er noch die Tabelle mit den Geschwindigkeitsaufzeichnungen.
Segrave und Willcocks wurden in ein Krankenhaus gebracht. Beide hatten Brüche erlitten. Willcocks überlebte; Segrave starb an einer Hämoptyse infolge einer Lungenverletzung, kurz nachdem er erfahren hatte, dass er einen neuen Rekord erzielt hatte.

## Statistik

### Vereinigung der Rekorde
Henry O’Neil de Hane Segrave war der erste Fahrer, der gleichzeitig den jeweils absoluten Weltrekord zu Land und zu Wasser hielt.
| Datum         | Ort           | Land | Fahrer        | Fahrzeug        | Typ       | Geschw. über 1 km | Geschw. über 1 km | Geschw. über 1 mi | Geschw. über 1 mi | Anmerkung                               |
| ------------- | ------------- | ---- | ------------- | --------------- | --------- | ----------------- | ----------------- | ----------------- | ----------------- | --------------------------------------- |
| 11. März 1929 | Daytona Beach | USA  | Henry Segrave | Golden Arrow    | Automobil | 231,56 mph        | 372,66 km/h       | 231,36 mph        | 372,34 km/h       | Einziger Rekordversuch von Golden Arrow |
| 13. Juni 1930 | Windermere    | GBR  | Henry Segrave | Miss England II | Boot      | 98,760 mph        | 158,938 km/h      | nicht gemessen    | nicht gemessen    | Segrave verunglückte dabei tödlich      |

Dieser Doppelrekord hatte über 30 Jahre, also bis 1964, Bestand, als es Donald Campbell gelang beide Rekorde mit Bluebird CN7 (Land) und Bluebird K7 (Wasser) innerhalb eines Jahres zu erreichen.

### Le-Mans-Ergebnisse
| Jahr | Team                  | Fahrzeug                     | Teamkollege   | Platzierung | Ausfallgrund     |
| ---- | --------------------- | ---------------------------- | ------------- | ----------- | ---------------- |
| 1925 | Sunbeam Motor Company | Sunbeam 3 Litre Super Sports | George Duller | Ausfall     | Kupplungsschaden |